# آب‌باریک (الیگودرز)
آبیاریک، روستایی از توابع بخش مرکزی شهرستان الیگودرز در استان لرستان ایران است.
دو روستای جداگانه به نام های آب‌یاریک سفلی و آبیاریک علیا در فاصله نزدیک (تقریباً ۵ کیلومتر) از هم هستند.
جمعیت در آب‌یاریک سفلی بیشتر است.
قلعه باجول در آبیاریک علیا می‌باشد.
جمعیت سفلی قریب به تقریباً ۳۰۰ الی ۴۰۰ نفر می باشد.
روستاهای اطراف: بهرام آباد و ازنا مهلمک یا ازنا خواجه و مغانک علیا و سفلی می‌باشند.